# واکنش اینهورن–برونر
واکنش اینهورن–برونر(به انگلیسی: Einhorn–Brunner reaction) یک واکنش شیمیایی در شیمی آلی است که طی آن یک ایمید با یک آلکیل هیدرازین واکنش داده و مخلوط ایزومری از ۱،۲،۴-تریازول را تولید می‌کند. این واکنش به افتخار دو شیمیدان به نام‌های آلفرد اینهورن و کارل برونر که به طور مستقل و بین سال‌های ۱۹۰۵ تا ۱۹۱۴ میلادی بر روی این واکنش مطالعه داشتند، نامگذاری شده است.

## سازوکار واکنش
شکل زیر سازوکار تولید یکی از ایزومرهای تولید شده را نشان می‌دهد: